# Transport- und Gefechtsfahrzeug PUMA
Das  Transport- und Gefechtsfahrzeug PUMA war ein von den Rüstungsunternehmen Krauss-Maffei und Diehl weitgehend eigenfinanziertes Konzept für einen Panzerabwehrwagen inklusive einer Fahrzeugfamilie. In den 1980er-Jahren begonnen, war es das Ziel, ein Kampffahrzeug zu schaffen, das vielseitig einsetzbar ist, eine hohe Feuerkraft besitzt und der Besatzung dennoch ausreichend Schutz bietet. Ein Resultat dieser Entwicklung war das abgeleitete Marder-2-Programm.
Die Eigenentwicklung ist nicht zu verwechseln mit dem Schützenpanzer Puma der seit 2002 von den Unternehmen Krauss-Maffei Wegmann (KMW) und Rheinmetall-Landsysteme (RLS) entwickelt wird.

## Geschichte

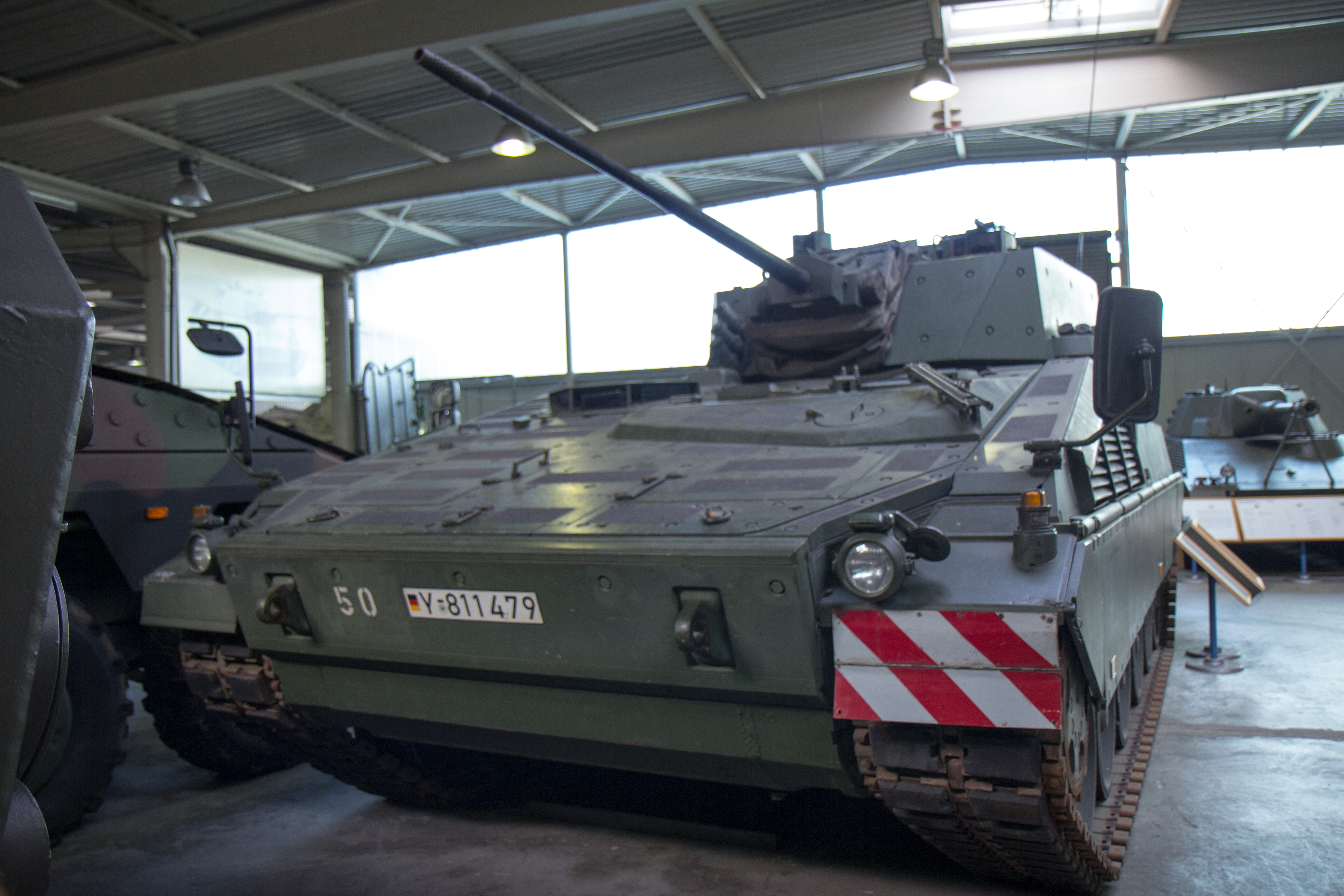
Versuchsträger VT001 Marder 2. Das äußerliche Erscheinungsbild des geplanten Nachfolgers für den Marder 1 entsprach dem des PUMA.

Die Reduzierung der Streitkräfte und gepanzerter Fahrzeuge in Europa nach dem KSE-Abkommen und die knappen Haushaltsmittel der Staaten führte dazu, einen neuen Weg für gepanzerte Fahrzeuge einzuschlagen. Die deutschen Streitkräfte sahen sich einer Reduzierung gegenüber, der Schützenpanzer Marder bedurfte einer Ablösung; Fahrzeugfamilien wie der M113 waren am Ende ihrer Lebensdauer. Die zunehmende Standardisierung in der NATO und die Forderung, Fahrzeuge in Modulbauweise zu entwickeln, erbrachten neue Fahrzeugkonzepte. Ein großes Ziel dabei war die Entwicklungs-, Beschaffungs- und Nutzungskosten zu senken.
Insgesamt wurden fünf Prototypen entwickelt. Der PUMA PT 1 wurde 1986 gebaut und diente hauptsächlich zu Demonstrationszwecken. Mit dem PUMA PT 2 wurden die Waffentürme erprobt und als Mannschaftstransportwagen an der Kampftruppenschule 1 in Hammelburg für Feldversuche genutzt.
Die Bundeswehr kaufte die Prototypen PUMA PM1 und PM2 und testete sie in den Wehrtechnische Dienststellen 41 und 91. Der fünfte Prototyp PT3 diente Mitte 1991 zur Werkserprobung und war das Testfahrzeug für die Schweiz und Norwegen, die neben Deutschland Interesse daran zeigten, ihre Schützenpanzer zu ersetzen. In keinem der drei Staaten wurde das Fahrzeug jemals in Serie eingeführt.

## Allgemein

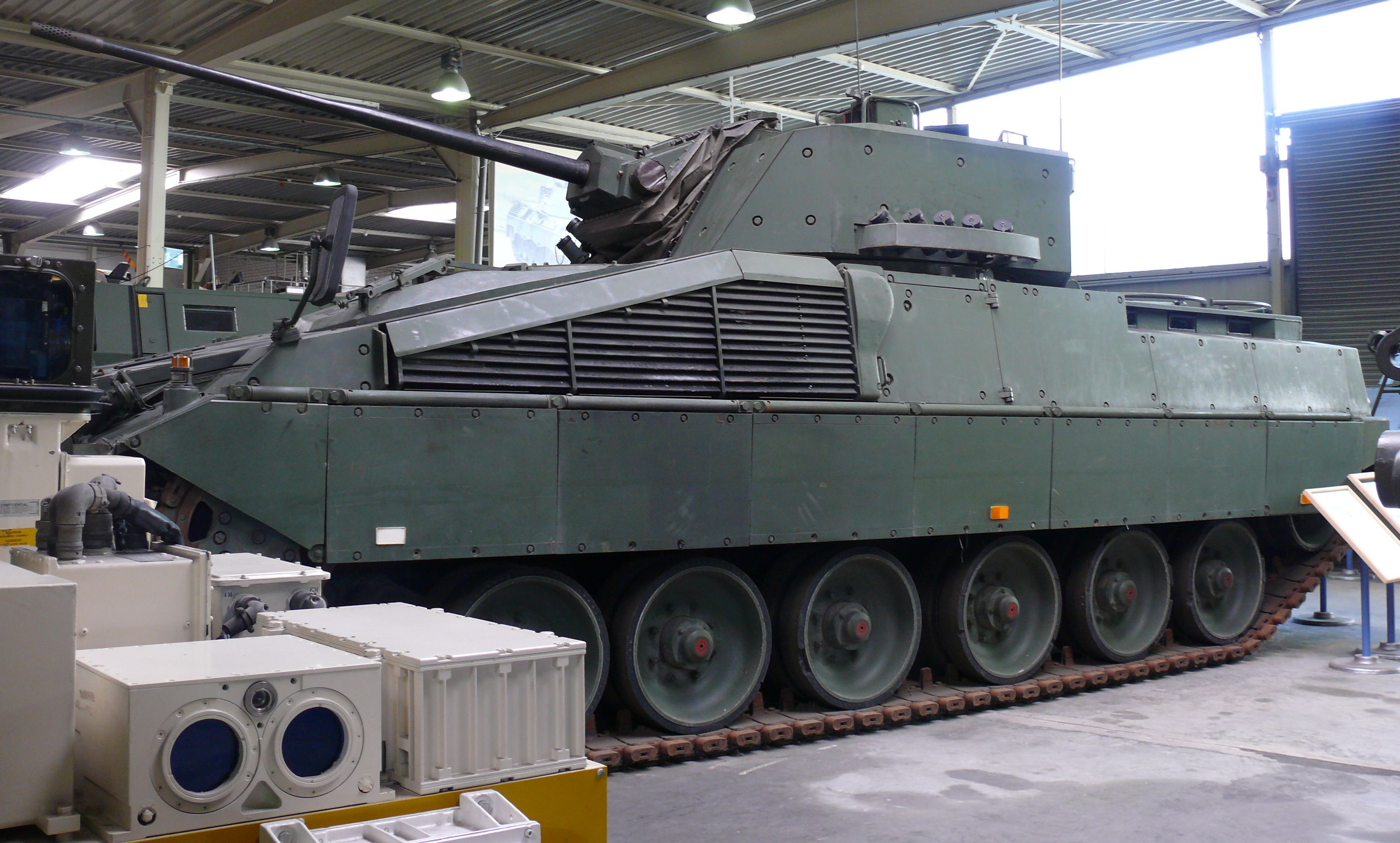
Wie auch die schwere Klasse nutzte der Marder 2 sechs Laufrollen. Das Turmkonzept war ein Teil der PUMA-Entwicklung.

Der Konstruktion des Puma basierte zum Großteil auf eingeführten Systemen des Leopard 1 und Leopard 2. Die leichte Klasse mit einem Gewicht von 18 bis 25 t nutzte diese zu 55 %, die schwere Klasse mit einem Gewicht von 26 bis 40 t zu 71 %. Der Anteil an neuen Komponenten betrug 19 bis 30 %. Die Nutzung von handelsüblichen Motoren ergab sich aufgrund der Forderung nach Wirtschaftlichkeit. Der Preis des 550-kW-Triebwerks betrug ein Viertel des Leopard-1-Triebwerks. Die Laufleistung der Ketten lag bei 15.000 km und die der Laufrollen bei 13.500 km, 77 % der Instandsetzungen konnten von der Truppe innerhalb von zwei Stunden durchgeführt werden. Die vorhandenen Ausbildungsmittel und Simulatoren des Kampfpanzers Leopard sollten durch eine Modifikation weiter nutzbar sein.
Das von Krauss-Maffei und Diehl geplante Fahrzeug sollte als Fahrzeugfamilie produziert werden. Vorgesehen waren in der leichten Klasse ein Mannschaftstransportwagen, Gefechtsstand-, Führungs- und Sanitätsfahrzeuge, ein Pritschenfahrzeug sowie ein reiner Transportpanzer. Das Nutzvolumen betrug 16 m³. In der Rolle als Waffenträger waren Schützenpanzer, Panzermörser, Minenwerfer und verschiedene Panzerabwehrfahrzeuge geplant.
Die als schwere Klasse bezeichnete Variante verfügte über einen Nutzraum von 21 m³. Auf ihr sollten Schützenpanzer, Flugabwehrpanzer, Jagdpanzer, Raketenwerfer, Pionierpanzer, Bergepanzer, Aufklärungspanzer und ein Transportpanzer aufbauen. In einer zivilen Rolle war ein Löschpanzer geplant. Vergleichsweise verfügte der von der Bundeswehr genutzte Transportpanzer Fuchs über ein Nutzvolumen von 7,7 m³.

## Technik

### Antrieb und Laufwerk
Der Panzer verfügte über ein drehstabgefedertes Stützrollenlaufwerk und bestand aus Leopard-Laufwerkskomponenten. Die  hydraulischen Endanschläge stammten vom Leopard 2. Die leichte Klasse verfügte über vier Laufrollen, die schwere Klasse über fünf beziehungsweise sechs Laufrollen. Der PT 1 erhielt 1991 ein von der Wanne entkoppeltes Laufwerk, was den Schallpegel im Innenraum auf 94 dB senkte.
Der Antrieb erfolgte durch einen leicht modifizierten MAN-Dieselmotor. Die Antriebsleistung der Sechszylinder-Version betrug 325 kW (440 PS) und gab der leichten Klasse je nach Masse ein Leistungsgewicht von 18 bis 13 kW/t. Das Zehnzylinder-Triebwerk mit 550 kW (750 PS) ermöglichte ein Leistungsgewicht zwischen 21 und 14 kW/t. Das Lastschaltgetriebe war zu 80 % baugleich mit dem HSWL-284-C-Getriebe des Marder 2 und der Panzerhaubitze 2000.

### Panzerung
Die Panzerung der gesamten Fahrzeugfamilie war modular. Die als selbsttragende Panzerwanne ausgeführte Konstruktion verfügte über einen Grundschutz der rundum gegen Hartkerngeschosse im Kaliber 7,62 mm schützte sowie gegen 155-mm-Artilleriesplitter ab 20 m Entfernung. Der Innenraum wurde mit einem Liner ausgekleidet, der Splitter auffangen sollte, die durch den Impuls außen auftreffender Geschosse von der Innenseite der Panzerung abplatzen konnten.
Die adaptive Zusatzpanzerung bestand aus einer Verbundpanzerung. Sie erhöhte den Schutz rundum gegen 14,5-mm-Geschosse und gegen Beschuss von 30-mm-Geschossen an der Front bei einem Seitenwinkel von ±30°. Ein weiterer Schutz gegen Streumunition war möglich. Die Schutztechnologie gegen Hohlladungen befand sich in der Entwicklung. Gemäß dem Hersteller wäre eine Schutzverbesserung möglich gewesen ohne den Schutz gegen KE-Munition zu reduzieren.

### Bewaffnung
Als Bewaffnung wurde eine Reihe von Konzepten aufgestellt und untersucht. Für die Schützenpanzer wurden verschiedene Türme erprobt. Darunter waren der E4A1-Turm von KUKA mit 20-mm-Bewaffnung und der CK25B-Turm vom belgischen Unternehmen Cockerill mit einem Oerlikon-Bührle 25-mm-KBB-Geschütz, die seit 1988 im PUMA PT 2 abwechselnd getestet wurden. Als Sekundärbewaffnung dienten Maschinengewehre im Kaliber 7,62 mm. Eine weitere Variante mit dem 40-mm-Bofors-Geschütz L/70 war von den Ingenieuren vorgesehen. Für die Flugabwehrpanzer wurden die Waffensysteme Wildcat und Roland geplant. Die Varianten für die Jagd- und Panzerabwehrfahrzeuge sollten das Waffensystem TOW tragen oder mit überschüssigen Türmen des Leopard 1A5 ausgestattet werden. Die Machbarkeit für Letzteres wurde von Krauss-Maffei Anfang 1990 an einem Prototyp nachgewiesen. Ebenfalls in Erwägung gezogen wurde die auf 12 m elevierbare Plattform des Waffensystems Panther, das schon auf einem Fahrgestell des Leopard 1 erprobt wurde und mit einer Startvorrichtung für die Lenkflugkörper PARS 3 LR versehen war.
Für die Mörservariante erprobte das Bundesamt für Wehrtechnik und Beschaffung an seinen Dienststellen zwei Varianten eines Mauser-Mörserturmes mit halbautomatischer Munitionszufuhr für 12 Schuss pro Minute. Die 120-mm-Munition hatte eine Reichweite von 10 km. Der Aufbau des Minenwerferfahrzeugs entsprach dem des Minenwurfsystem Skorpion auf M113-Chassis. Die Entwicklungsskizzen des Raketenwerfers orientierten sich am mittleren Artillerieraketensystem MARS. Für die Aufklärungspanzer waren eine Maschinenkanone sowie verschiedene Versionen einer elevierbaren Beobachterplattform geplant.